# Sass Queder
Der Sass Queder ist ein 3065 m ü. M hoher Gipfel im schweizerischen Kanton Graubünden, welcher der Berninagruppe zugehörig ist. Er liegt unweit der Bergstation der Diavolezza-Seilbahn.

## Lage und Umgebung
Der Sass Queder ist trotz seiner Eigenschaft als Dreitausender eher unscheinbar, was vor allem den weitaus prominenteren Bergen in der Bernina geschuldet ist, allen voran dem Piz Bernina (4049 m ü. M) und dem Piz Palü (3900 m. ü. M), dessen Normalweg unterhalb des Sass Queder vorbeiführt. Direkte Nachbarn des Gipfels sind im Süden der Piz Trovat (3145 m ü. M), zugleich Bezugsberg für die Dominanz und im Nordwesten, getrennt durch die Diavolezza, der Munt Pers (3206 m ü. M).
Der Sass Queder liegt auf dem Gemeindegebiet Pontresinas. Im Norden fällt der Berg zum Val Bernina und dem Berninapass ab, der Persgletscher befindet sich etwas entfernt im Süden. Direkt unterhalb des Berges erstreckt sich das Skigebiet Diavolezza, ein Lift endet und einige Pisten starten am Hang des Sass Queder.
Aufgrund dieser Lage ergibt sich vom Gipfel ein lohnenswertes Panorama sowohl auf die Berninagruppe als auch ins Val Bernina und ins Veltlin.

## Besteigung
Der Sass Queder ist über einen markierten Wanderweg von der Bergstation der Diavolezza-Seilbahn und dem dort angegliederten Berghaus unschwer zu ersteigen. Die auch für Familien geeignete Tour führt in etwa einer halben Stunde über knapp 2 Kilometer und lediglich 93 Höhenmeter zum Gipfel und fällt unter die Kategorie der (sehr) leichten Dreitausender. Auf dem Gipfel befindet sich neben mehreren Steinmännern auch die höchste Feuerstelle Europas, an der gegrillt werden kann. Der Sass Queder kann gut mit den umliegenden Gipfeln Munt Pers oder Piz Trovat oder mit einem Talabstieg kombiniert werden.
Eine Besteigung ist auch im Winter möglich. Über die Skipiste und einen eigens für Wanderer präparierten Pfad gelangt man zum Gipfel.